# Dolores (inslagkrater)
Dolores is een inslagkrater op de planeet Venus. Dolores werd in 1985 genoemd naar Dolores, een Spaanse meisjesnaam.
De krater heeft een diameter van 12,6 kilometer en bevindt zich in het quadrangle Pandrosos Dorsa (V-5).